# Sphecodes ferruginatus
Sphecodes ferruginatus (лат.) — вид одиночных пчёл из рода Sphecodes (триба Halictini, семейство Halictidae).

## Распространение
Северная Евразия. Южная и центральная Европа. Кавказ, Казахстан, Россия, Кыргызстан, Турция, Япония.

## Описание
Длина тела самок 6,0—9,0 мм (самцы примерно сходного размера: 6,0—9,0 мм). Общая окраска головы и груди чёрная; брюшко в основном красное (T1-T3). Отличается округлым пронотумом и уникальными гоностилями генитлий самцов (длинными и трапециевидными), и их короткими тилоидами. Слабоопушенные насекомые, тело почти голое. Самцы: клипеус чёрный, лицо с белым опушением ниже усиковых торули, вентральная поверхность члеников жгутика обычно несёт отчётливую зону сенсилл (тилоиды). Самки: лабрум с широким апикальным выступом без продольного валика; метабазитибиальная пластинка отсутствует; задние голени без корзиночки. Клептопаразиты других видов пчёл, в том числе, Lasioglossum calceatum, Lasioglossum fulvicorne, Lasioglossum pauxillum, Lasioglossum laticeps.